# براد بانكس
براد بانكس (بالإنجليزية: Brad Banks)‏ هو لاعب كرة القدم الكندية أمريكي، ولد في 22 أبريل 1980 في بل غليد في الولايات المتحدة.